# Camil Mulleras i Garrós
Camil Mulleras y Garros (Olot, 1844 - Barcelona, 1909). Hijo de una familia de fabricantes y comerciantes, originaria del cortijo las Mulleras, de Sant Joan les Fonts, Camil Mulleras nació el 7 de mayo de 1844.
Empezó a trabajar a la edad de 13 años con una perseverancia e inteligencia tan grandes que hizo pronto fortuna propia, con la cual demostró asiduamente su filantropía. 
Animado en las tareas caritativas por su esposa, el 1891 pagó una barandilla de hierro para el presbiterio de la iglesia de la Virgen María de Tura, y el año siguiente pagano también un enlosado de mármol para el citado presbiterio y, el 1895, el enlosado hidráulico del resto del santuario. Ayudó la clase obrera y varias instituciones de beneficencia, y murió en Barcelona el 22 de febrero de 1909. 
En el testamento que había hecho dos meses antes de su traspaso, dejó establecida la fundación benéfica olotina "Premios Mulleras", que desde entonces y hasta el 1970 (en que se extinguieron las donaciones debido al valor depreciativo de los premios) supusieron la concesión de 1.200 pesetas anuales, repartidas en diez premios destinados a beneficiar alumnos de las escuelas municipales, aprendices de artes y oficios, alumnos de la Escuela de Bellas artes, los obreros que tuvieran a su cargo familiares viejos o incapacitados, y aquellas personas que pusieran su vida en peligro para salvar la del prójimo.